# Luigi Priuli
Luigi Priuli (né le 15 septembre 1650 à Venise, en Vénétie, alors capitale de la république de Venise, et mort le 15 mars 1720 à Rome) est un cardinal italien du XVIIIe siècle. 
Il est le neveu du cardinal Pietro Basadonna (1673) par sa mère. Les autres cardinaux de sa famille sont Lorenzo Priuli, Matteo Priuli (1616), Pietro Priuli (1706) et Antonio Marino Priuli (1758).

## Biographie
Luigi Priuli est auditeur près de la Rote romaine. 
Le pape Clément XI le crée cardinal lors du consistoire du 18 mai 1712. Il est camerlingue du Sacré Collège en 1720.

## Sources
- Fiche du cardinal sur le site fiu.edu